# Castelbelforte
Castelbelforte là một đô thị tại tỉnh Mantova trong vùng Lombardia của Italia, có vị trí cách khoảng 140 km về phía đông của Milano và khoảng 9 km về phía đông bắc của Mantova. Tại thời điểm ngày 31 tháng 12 năm 2004, đô thị này có dân số 2.636 người và diện tích là 22,3 km².
Castelbelforte giáp các đô thị: Bigarello, Erbè, Roverbella, San Giorgio di Mantova, Sorgà, Trevenzuolo.